# Franz Marx (Politiker, 1922)
Franz Marx (* 18. Oktober 1922 in Kobersdorf; † 22. Mai 1985 in Oberpullendorf) war ein österreichischer Politiker (ÖVP) und Landwirt. Er vertrat die ÖVP von 1960 bis 1982 im Burgenländischen Landtag.

## Leben
Marx wurde als Sohn der Landwirte Johann und Teresia Marx geboren, wobei seine Mutter bereits 1932 starb. Nach dem Besuch der Volksschule war Marx als Landwirt tätig und diente ab 1941 in der Wehrmacht, wobei er in amerikanische Kriegsgefangenschaft geriet. Marx kehrte 1946 aus der Kriegsgefangenschaft zurück und übernahm 1959 den elterlichen Hof. Daneben beteiligte sich Marx am Aufbau des evangelischen Jugendwerkes und war von 1950 bis 1958 als Ortsfeuerwehrkommandant in Kobersdorf aktiv. 
Marx war verheiratet.

## Politik
Marx engagierte sich zwischen 1958 und 1970 als Gemeinderat in Kobersdorf und wirkte zudem zwischen 1962 und 1967 als Vizebürgermeister. Innerparteilich hatte er dabei von 1955 bis 1969 die Funktion des Ortsparteiobmanns inne, des Weiteren hatte er ab 1957 die Funktion des Bezirksobmanns des Baunernbundes inne. Er vertrat die ÖVP zwischen dem 27. Juli 1960 und dem 29. Oktober 1982 im Burgenländischen Landtag und war zwischen 1958 und 1985 Kammerrat bzw. Mitglied des Präsidiums der Burgenländischen Landwirtschaftskammer. Des Weiteren war er im Raiffeisenverband Burgenland sowie im Abwasserverband Mittleres Burgenland aktiv und von 1965 bis 1985 Obmann der Landesstelle Burgenland der Sozialversicherungsanstalt der Bauern.

## Auszeichnungen
- 1973 wurde ihm der Berufstitel Ökonomierat verliehen.